# Vila de Tibério
A Vila de Tibério foi uma grande vila romana, que pertencia no século I d.C. ao imperador romano Tibério, situada na cidade de Sperlonga, na província de Latina, no Lácio (o antigo Latium adiectum). O imperador foi residente de 14 a 27, ano em que se mudou para a Villa Jovis de Capri.
Os vestígios da villa foram em grande parte erodidos pelo mar. Mas ainda assim algumas subestruturas e uma gruta permanecem onde foram descobertas esculturas.

## História
A villa foi construída por Tibério em 4 d.C. em um local onde a família de sua mãe Lívia possuía propriedades. Foi neste local que vem provavelmente o episódio narrado por Suetônio e Tácito: em 26 d.C. Sejano salvou a vida do imperador, protegendo-o com seu corpo, durante um acidente de algumas rochas durante um banquete, que matou alguns servos. Em seguida, a villa foi ornada com outras obras de escultura, que chegaram ao fim da época tardia imperial.
Na época, o nível do mar era muito mais baixo e, desde então, a caverna e o local da vila foram inundados, algo que nunca havia acontecido durante o reinado de Tibério.

## Descrição
A villa foi considerada como uma "espetacular decoração marítima". Com um triclínio construído em um pódio na frente da principal gruta, ao centro de uma lagoa. Uma colunata era cercada e necessária para chegar de barco.
A bacia do viveiro era contígua proporcionada por querubins adjacentes. Duas piscinas se encontravam diante da gruta, em uma retangular e a outra circular. Uma pedra foi esculpida em forma de navio que portava o nome do barco de Argo.
Na gruta principal se encontra menções dos episódios da Odisseia. Nesta gruta se encontra duas salas. Uma gruta secundária possuía um sol de mármore e servia como uma sala de jantar, e talvez tenha sido o quadro do deslizamento trágico de 26 d.C.

## Estrutura da villa

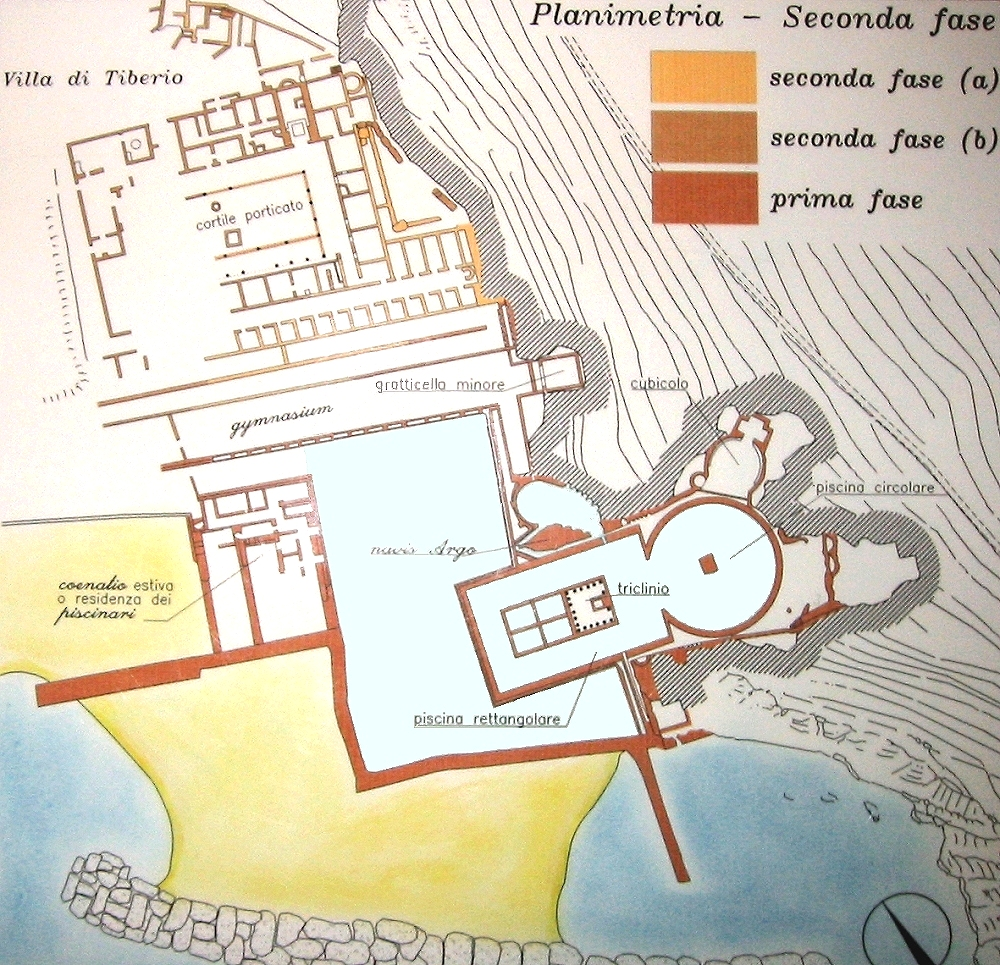
Planta da villa com evidências das várias fases.

A villa era constituída de diversos edifícios dispostos em terraços revoltos virados ao mar. As primeiras estruturas estão relacionadas a uma villa da época tardia republicana, talvez pertencida a Aufidio Lurcone, avô materno de Lívia. A villa em sia propriamente conserva uma série de ambientes em torno de um pátio de varanda, entre as quais são compostas de ambientes de serviço, várias vezes restauradas, uma fornalha e um forno para a cozedura do pão.
Ao início do século I d.C. foi adicionado um longo pórtico com duas naves e a gruta natural que ficava presa na villa que enquadrava à entrada de um prospecto arquitetônico e foi parcialmente transformada com intervenções em alvenaria e a colocação de estruturas.
A gruta compreende uma vasta cavidade principal, precedida de uma ampla piscina retangular (viveiro) com água marinha, cujo centro foi construído em uma ilha artificial que abrigava a caenatio (sala de jantar) de verão. O tanque comunicava com uma piscina circular (diâmetro de 12 m), posta ao interior da gruta, onde tinha sido colocado o grupo de Cila.
Em sua cavidade principal se abria dois ambientes menores: à esquerda um ambiente de ferradura de cavalo, com o fundo de um triclínio, e à direita um ninfeu com cascatas e fontes de água, no fundo ao qual havia um nicho que hospedava o grupo da cegueira de Polifemo. Entre a piscina circular e a piscina quadrada eram colocados dois grupos de esculturas menores: o Rapimento del Palladio e o grupo de Ulisse che trascina il corpo di Achille (cópia da qual, mutilada e fragmentada é a estátua atual de Pasquino em Roma). Uma escultura com  Ganimede rapito dall'aquila di Zeus foi uma vez colocada no alto acima da abertura da gruta.

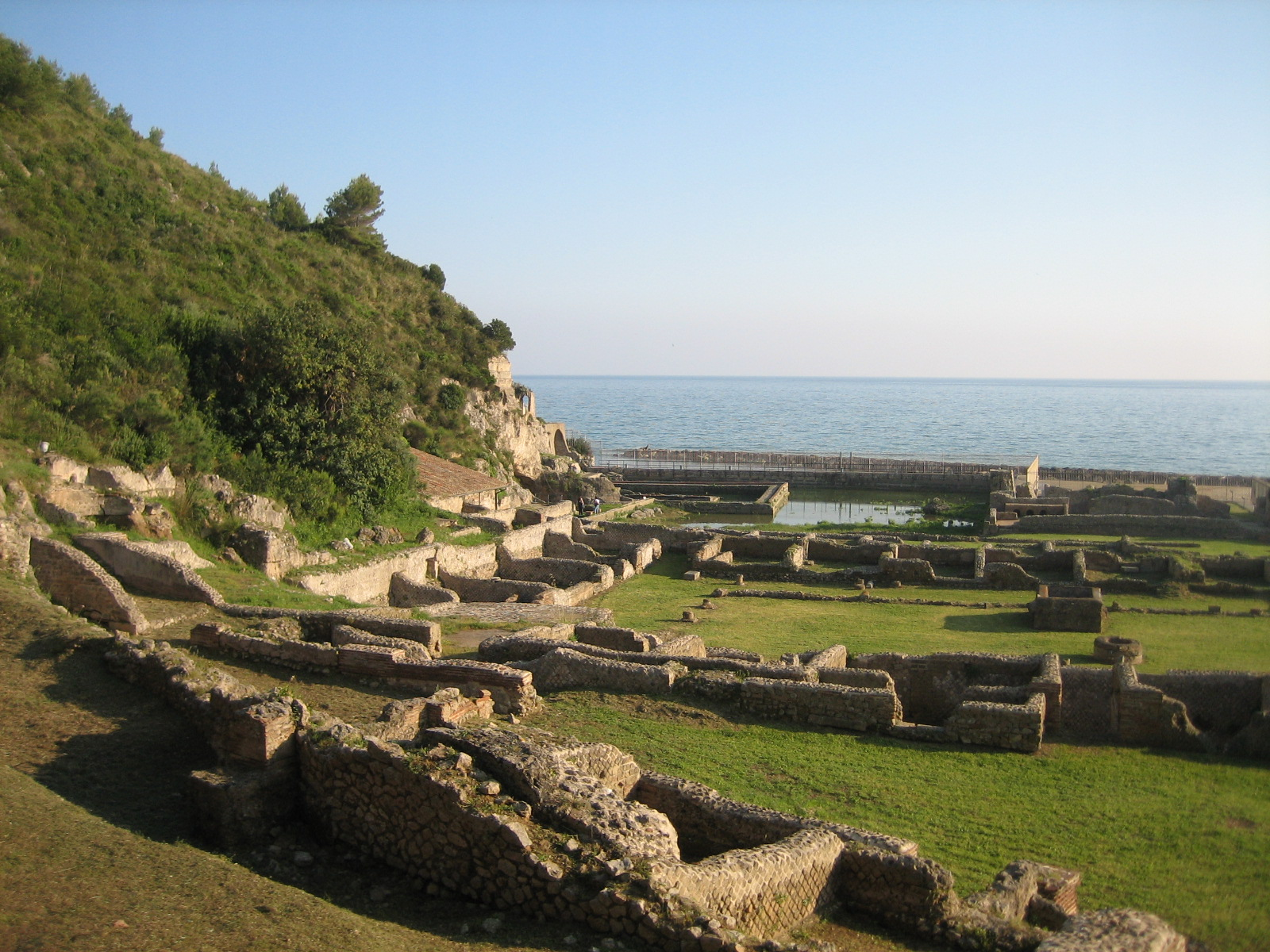
Primeiro plano dos restos do quartel e estábulos, no seu fundo a piscina e o triclínio.
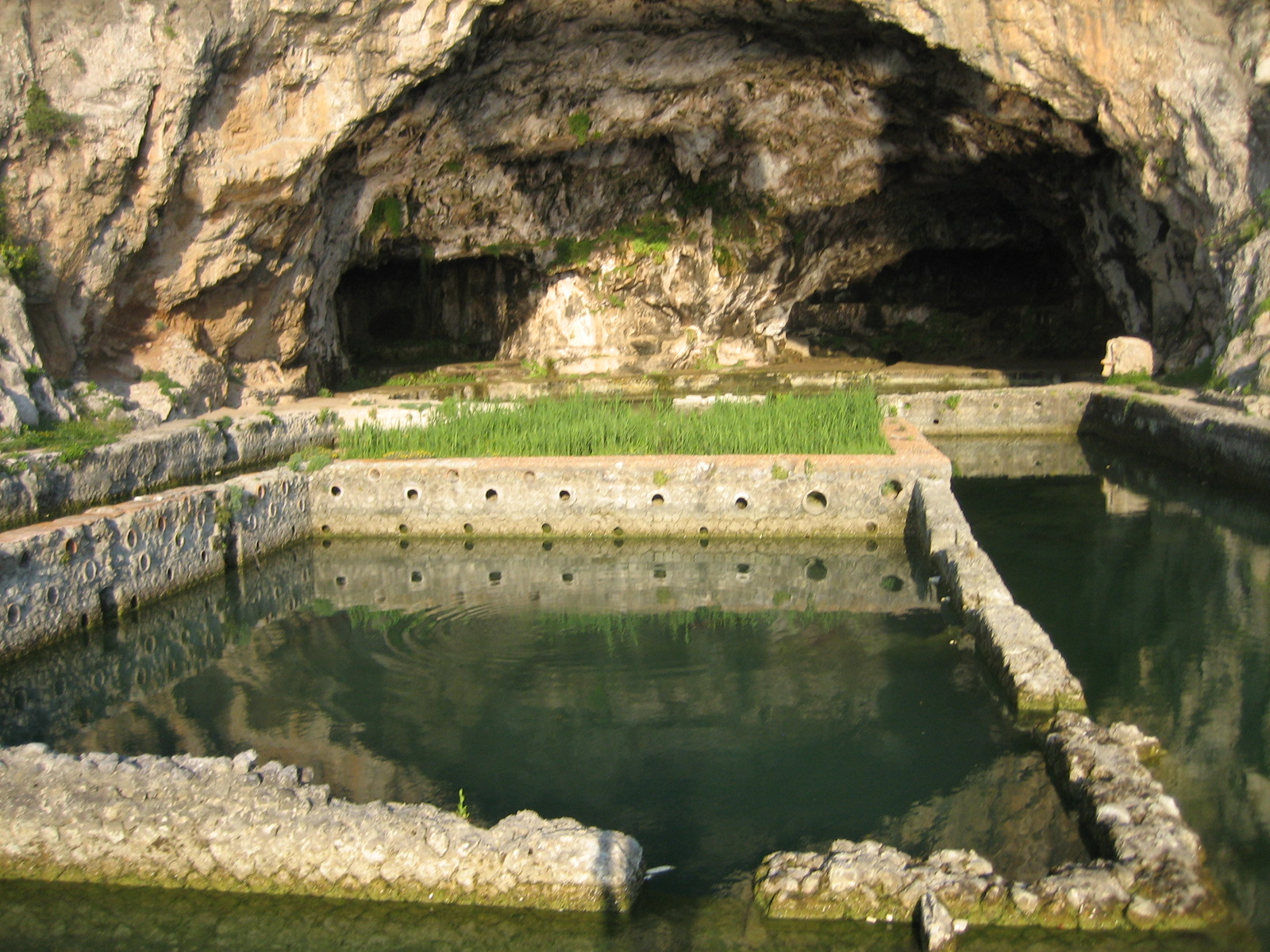
A gruta com a piscina e o triclínio.
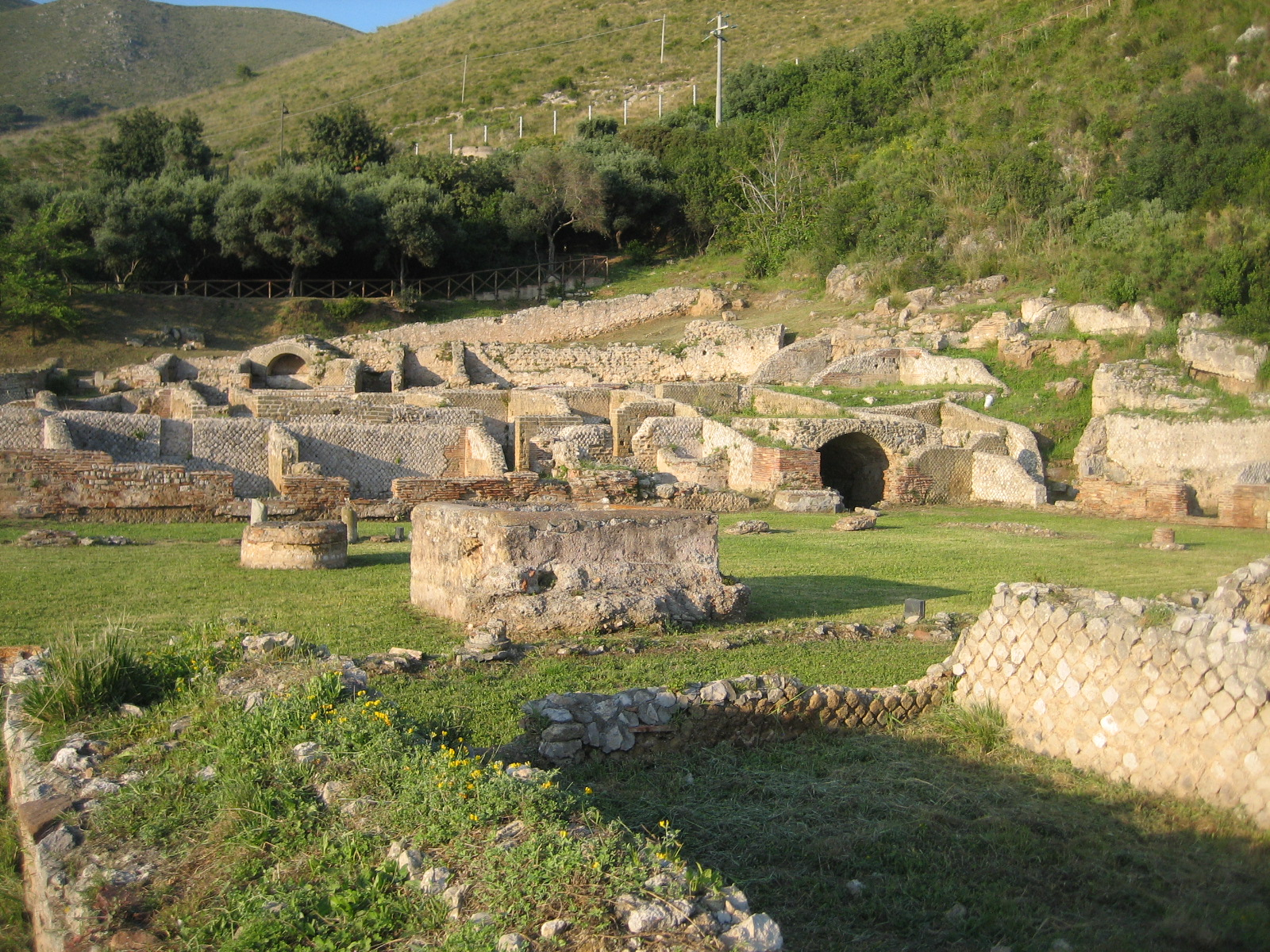
Vestígios dos quartéis e dos estábulos.
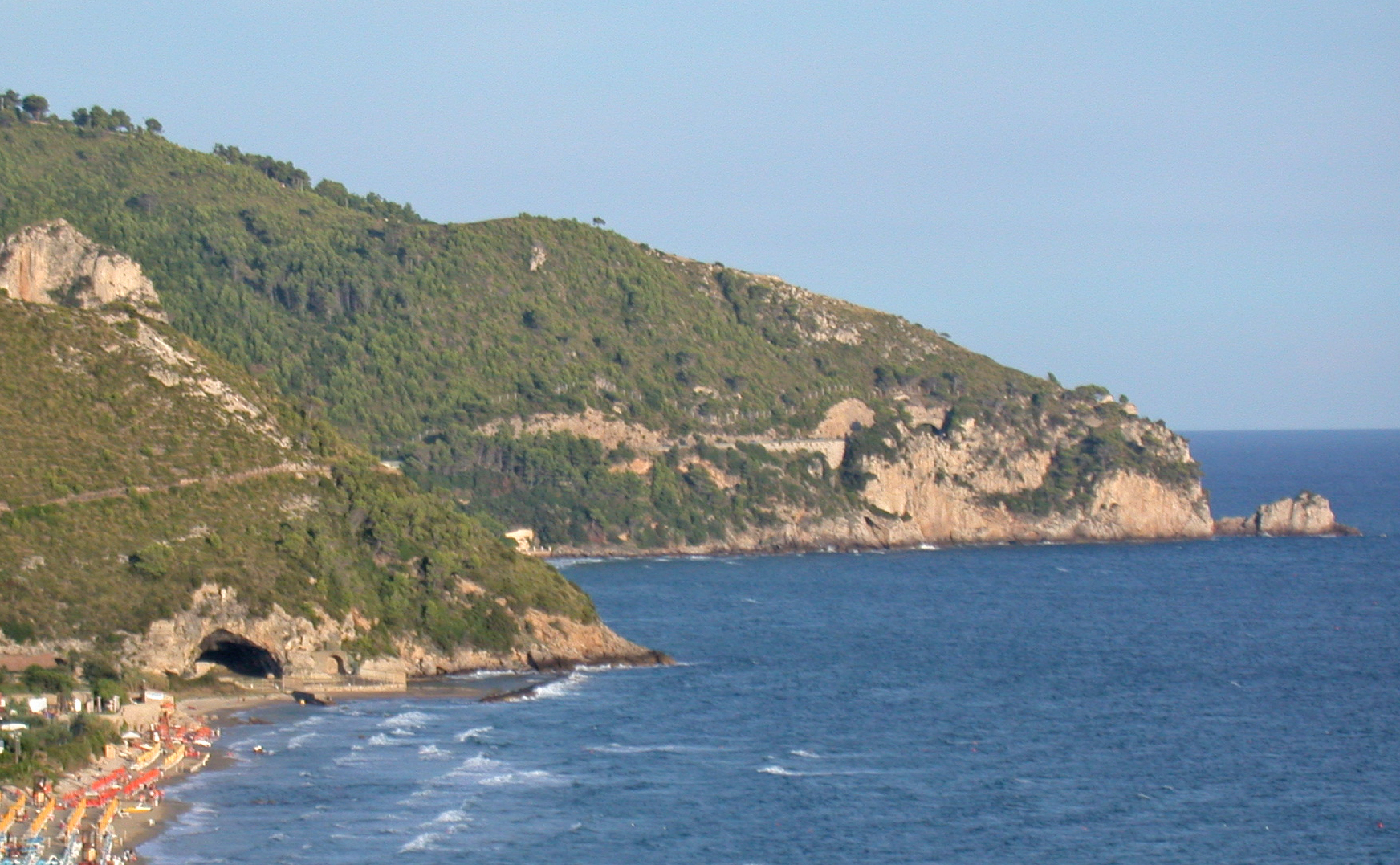
A posição da gruta de Tibério na praia leste de Sperlonga.

## Escavações
Durante a construção da estrada litorânea entre Terracina e Gaeta em 1957 foi descoberta uma grande quantidade de fragmentos marmóreos, extraordinários pela quantidade da escultura e a dimensão dos blocos. As esculturas se revelaram ser em alguns casos originais gregas da era helenística (cerca de 180 a.C.). Para abrigar as esculturas encontradas foi construído em 1963 o Museu Arqueológico Nacional de Sperlonga.

### As esculturas da gruta de Tibério
As esculturas foram quebradas em mil fragmentos, pacientemente remontadas, talvez o trabalho dos monges que tinham se instalado nas ruínas da villa imperial na época da alta Idade Média.
Já ao momento da descoberta se viu a notável verossimilhança de fragmentos esculturais encontrados com o célebre Laocoonte dos Museus Vaticanos, encontrado em 1506 nas Termas de Tito em Roma e descrito por Plínio, o Velho. Os fragmentos de uma inscrição encontrada em Sperlonga portanto em fato eram os nomes dos escultores Agesandro, Atenodoro e Polidoro, os autores do Laocoonte.

## Obras descobertas no local
A gruta principal estava equipada de dois conjuntos estatutários dedicados à Odisseia e Odisseu. As obras são cópias de mármore de bronze, e os artistas eram os escultores originais de Rodes e autores do Laocoonte.
- O monstro Cila atacando os marinheiros, ao centro da bacia.
- O ciclope Polifemo cegado por Ulisses e seus companheiros, na entrada da gruta.
- Menelau (ou Aquiles) sustenta o corpo de Pátroclo, em primeiro plano esquerdo.
- Em primeiro plano à direita Diomedes e Ulisses reportando aos gregos o Paládio.

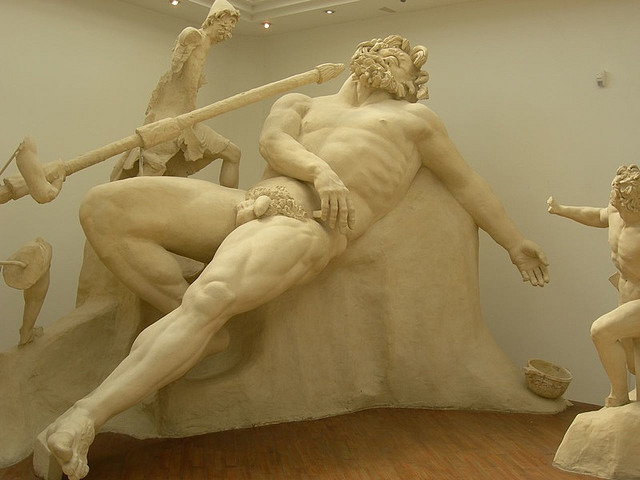
Grupo de Polifemo
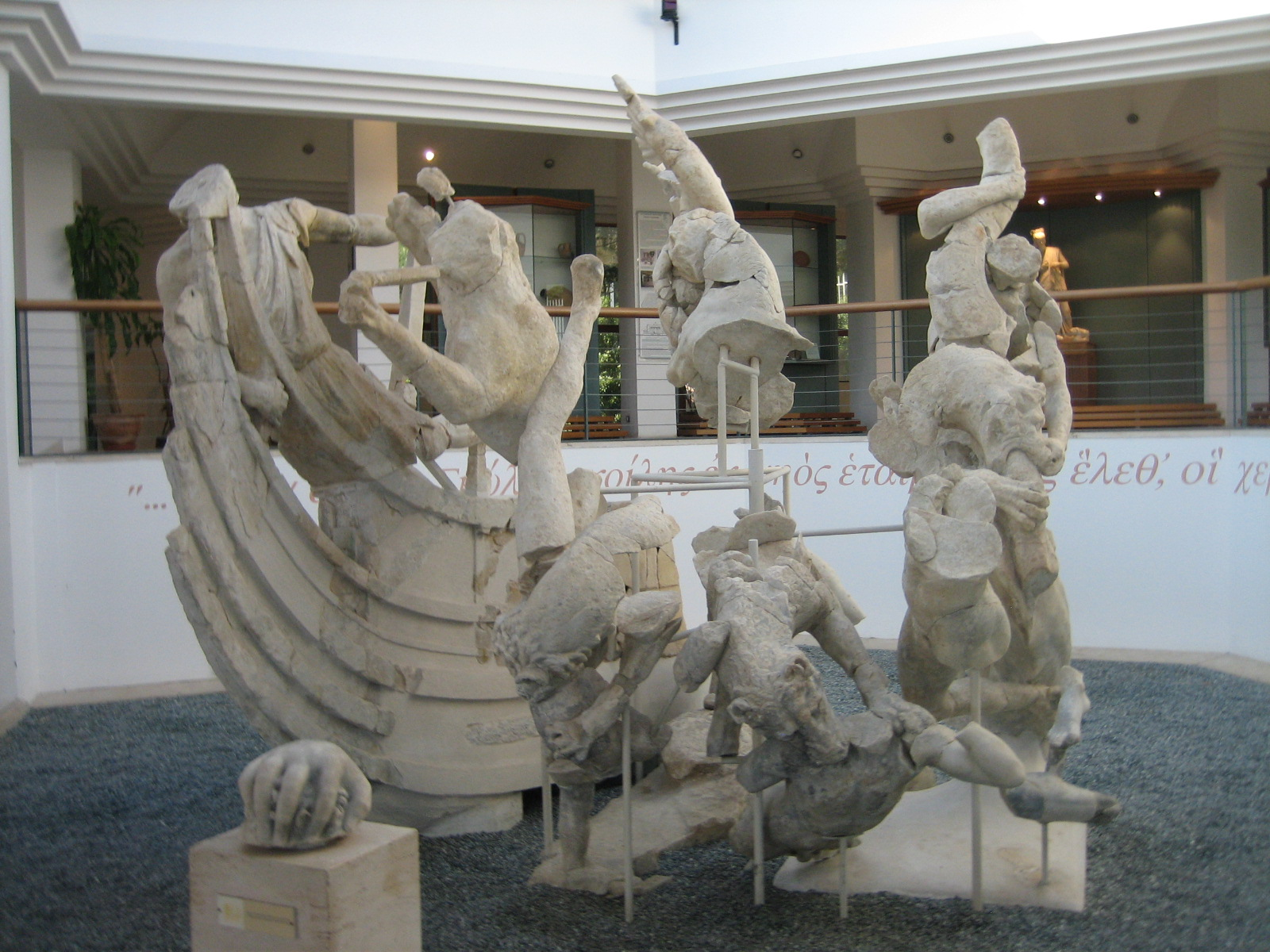
Grupo de Cila